# Ludwik Józef de Bourbon-Condé
Ludwik Józef de Bourbon-Condé, fr. Louis Joseph de Bourbon (ur. 9 sierpnia 1736 w Paryżu, zm. 13 maja 1818 tamże) – książę de Condé w latach 1740–1818.

## Życiorys
Był jedynym synem Ludwika IV Henryka, księcia de Condé, i Karoliny Hesse-Rotenburg (Charlotty lub Caroliny). 
Ludwik Józef zajmował ważne stanowisko na francuskim dworze królewskim - był Zarządcą Domu Królewskiego. Był również zarządcą Burgundii i generałem armii francuskiej.
3 maja 1753, w Wersalu Ludwik Józef ożenił się z Charlottą de Rohan-Soubise (1737–1760), córką Karola de Rohan, księcia de Soubise, księcia de Rohan-Rohan (1715–1787). Para miała troje dzieci:
- Ludwik Henryk, książę de Condé (1756–1830),
- Maria (1756–1759),
- Ludwika Adelajda (1757–1824), mademoiselle de Condé, przełożoną w zakonie w Remiremont, później w Saint-Louis du Temple.

Podczas rewolucji francuskiej został on zmuszony do opuszczenia ojczyzny, w ten sposób uniknął więzienia i procesu. Jego decyzja okazała się słuszna, ponieważ podczas terroru Jakobinów wszyscy Burbonowie, którzy zostali we Francji, zostali aresztowani (nawet sam Filip Egalité, książę Orleanu, który popierał rewolucjonistów, został zgilotynowany w 1793).
Ludwik Józef spędził wygnanie w Anglii, gdzie w 1798 lub 1808 ożenił się po raz drugi, z Marią Katarzyną de Brignole-Sale (1737–1813), inną emigrantką, byłą żoną Honoriusza III Grimaldi, księcia Monako.
Ostatecznie w 1814 Ludwik Józef powrócił do ojczyzny razem z królem Ludwikiem XVIII. Zmarł tam w 1818, w wieku 82 lat.